# Pfarrkirche Drösing

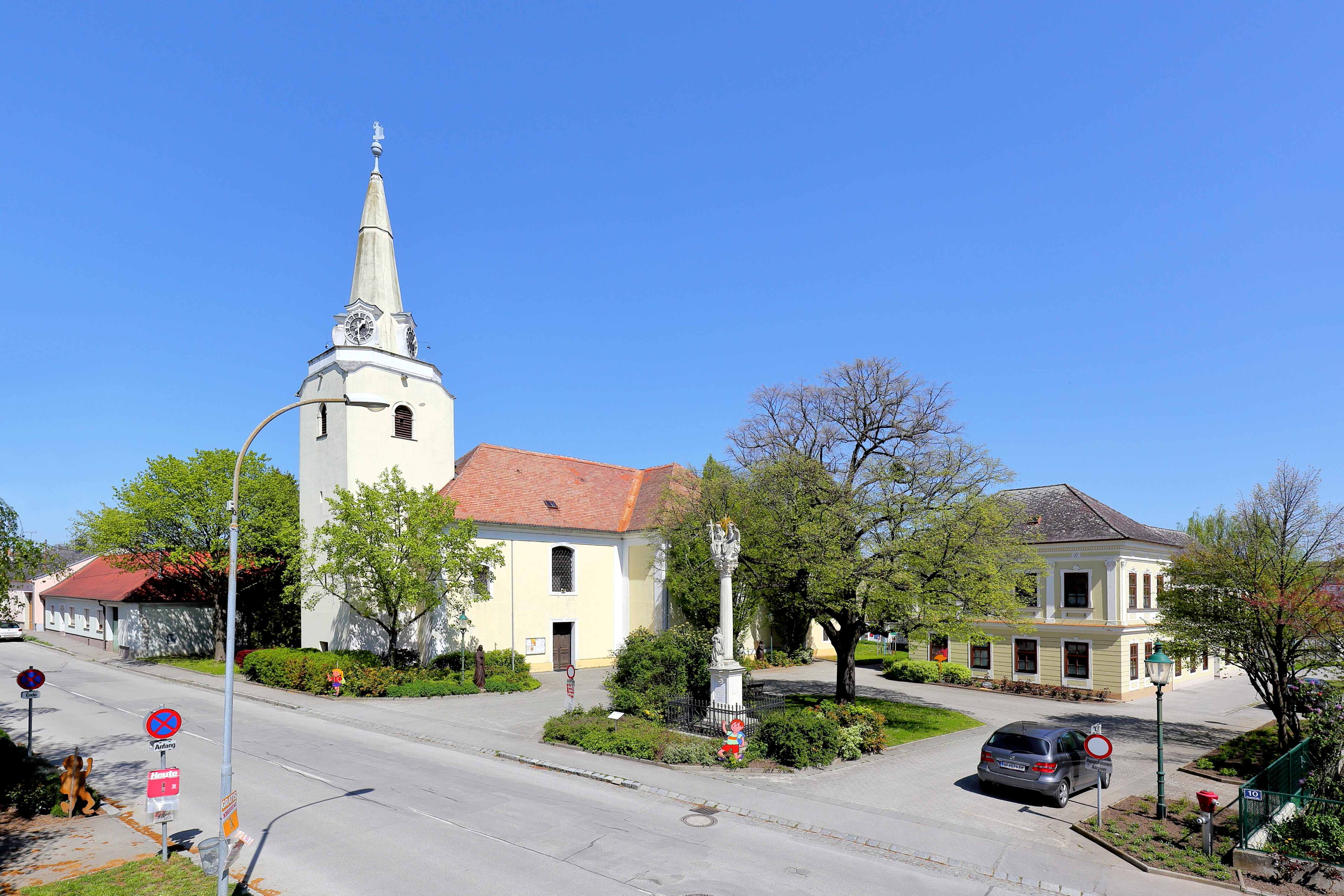
Katholische Pfarrkirche hl. Laurentius in Drösing

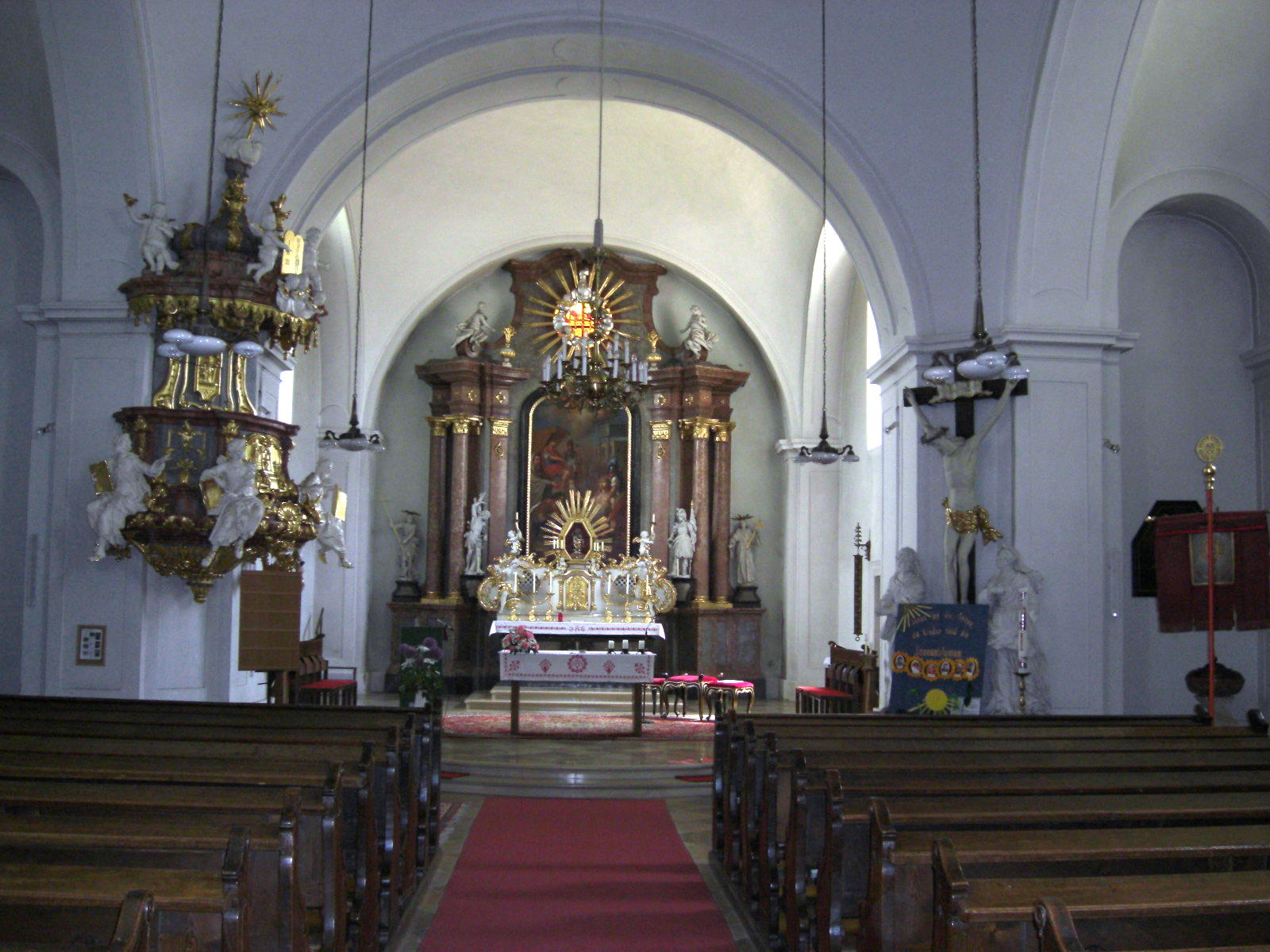
Zentralraum, Blick zum Chor

Die Pfarrkirche Drösing steht mittig in der Marktgemeinde Drösing im Bezirk Gänserndorf in Niederösterreich. Die dem Patrozinium hl. Laurentius unterstellte römisch-katholische Pfarrkirche gehört zum Dekanat Zistersdorf im Vikariat Unter dem Manhartsberg der Erzdiözese Wien. Die ehemalige Wehrkirche steht unter Denkmalschutz (Listeneintrag).

## Geschichte
Eine Pfarre wurde 1050 genannt. Von 1212 bis 1745 war die Kirche dem Stift Lilienfeld inkorporiert.
Der romanische Wehrturm aus dem Ende des 13. Jahrhunderts erhielt 1796 wegen Baufälligkeit des Altbaues einen barocken Kirchenbau. Die Fundamente des romanischen Kirchenbaus mit einer Chorhauptkrypta wurden ergraben.

## Architektur
Der gedrungene dreigeschoßige romanische Wehrturm zeigt Schlitzfenster und barockisierte romanische Schallfenster, darüber befindet sich ein Umgang mit einer Brüstungsmauer, er trägt einen oktogonalen steinernen Spitzhelm mit barocken Zifferblättern. Gegen Osten schließt ein mächtiger barocker Längszentralbau an, die Fassade zeigt hochsitzende Segmentbogenfenster und eine Gliederung mit Lisenen. Im Südosten ist eine niedrige Sakristei angebaut.
Das Kircheninnere zeigt einen dreijochigen Längszentralraum, das Mitteljoch mit einer Flachkuppel ist querschiffartig durch flache Seitenkapellen erweitert, die Wände zeigen starke Wandpfeiler mit Doppelpilastern und verkröpftem Gesims, darüber Doppelgurte mit Platzlgewölben. Ein schmales Emporenjoch beinhaltet eine Empore mit einer stark vorschwingenden Orgelbrüstung.

## Ausstattung
Die bemerkenswerte barocke Einrichtung wurde in der Mitte des 18. Jahrhunderts aus aufgehobenen Klöstern hierher übertragen.
Der Hochaltar mit Doppelsäulen zeigt das Hochaltarbild hl. Laurentius und trägt die Seitenfiguren der Heiligen Sebastian, Florian, Johannes der Täufer und Leonhard, im Auszug Auge Gottes, über dem freistehenden Tabernakel befindet sich eine Aussetzungsnische mit einer kleinen Figur Pietà. Der rechte Seitenaltar aus der Franziskanerkirche Langenlois hat Doppelsäulen und zeigt das Altarblatt hl. Antonius von Padua von Martin Johann Schmidt 1767 und trägt die Seitenfiguren der Heiligen Franziskus und Theresia, die Mensa mit Aussetzungsnische hat darin die Figurengruppe Anna Maria lesen lehrend. Der linke Seitenaltar hat Doppelsäulen und eine zentrale Figurennische, darin die Figur Maria Immaculata aus 1708, er trägt die Seitenfiguren der Heiligen Margareta von Cortona und Barbara.
Die barocken Kreuzwegbilder wurden aus dem Kloster Feldsberg (Valtice) hierher übertragen.
Die Orgel aus der ehemaligen Franziskanerkirche in Langenlois hat ein reich dekoriertes Prospekt, geschaffen von Christoph Lachewitzer im Jahr 1727 oder 1729, wo der spätere Orgelbauer Anton Preysinger (geb. 1710) bereits mitgearbeitet haben dürfte. 1759 wurde die Orgel durch die Pfarre Drösing angeschafft und 1797 in der neuerbauten Kirche aufgestellt. Es gibt einen Kontrabass aus dem 18. Jahrhundert. Zwei Glocken nennen Bartholomäus Kaffel 1831.